# Szabó Árpád (politikus)
Szabó Árpád (Erzsébetváros, 1878. december 31. – Rákoshegy, 1948. július 31.)  magyar politikus (FKgP), miniszter.

## Életpályája
Apja útmester volt. Tanulmányait Brassóban, Déván és Budapesten végezte. Polgári iskolai tanári oklevelet szerzett. 1901-től a mezőberényi polgári iskolában tanított. 1906-tól a nyugalomba vonulásáig, 1924-ig ő volt az iskola igazgatója.  1914-től aktív szerepet játszott Mezőberény közéletében. 1918. november 14-től a helyi Nemzeti Tanács elnöke volt. 1929-ben egyik kidolgozója volt az ellenzéki beállítottságú birtokos parasztság követeléseit összegző ún. mezőberényi programnak. 1930-ban a Független Kisgazdapárt (FKgP) alapító tagja. 1934-ben a FKgP listáján beválasztották Békés vármegye törvényhatósági bizottságába. 1945. január 31-től a mezőberényi Nemzeti Bizottság elnöke volt. Ezután kapcsolódott be az országos politikai életbe: 1945. augusztus 20-tól  a FKgP Politikai Bizottságának tagja lett. 1945 és 1947 között nemzetgyűlési, 1947-48-ban országgyűlési képviselő volt. Szabó 1946. szeptember 7-től töltötte be a kisgazdapárti képviselőcsoport elnökének tisztét.  Ő lett 1947-48-ban a párt ügyvezető alelnöke, majd 1948-ban társelnöke. Szabó a kommunista párt hű szövetségesének számított: 1947 nyarán ő vezényelte le a kisgazdapárton belüli „tisztogatást”, azaz a párt jobboldali és centrum szárnyához tartozó vezetők eltávolítását.
Nagy Ferenc miniszterelnök lemondatása és emigrációba kényszerítése után, 1947. június 4-től a párttagságot felülvizsgáló tisztogatóbizottság tagja. Varga Béla házelnök emigrálása után, 1947. július 4-től 25-ig ő töltötte be a Nemzetgyűlés elnöki tisztét. 1947. augusztus 31-én a párt országos listáján újra képviselő lett, szeptember 16-tól október 2-ig az Országgyűlés alelnöke. 1947. szeptember 24-től 1948. április 16-ig földművelésügyi miniszter a második Dinnyés-kormányban. 1947. szeptember 24-től december 31-ig a közellátásügyi miniszteri feladatokat is ellátta. 1947. szeptember 12-től 1948. április 17-ig az FKGP ügyvezető alelnöke, majd április 17-től a párt társelnöke. 1947. márciustól 1948 tavaszáig a Magyar Parasztszövetkezet felügyelőbizottsági tagja.

## Emlékezete
Halálának hírét a házelnök  1948. augusztus 2-án jelentette be, egyben javasolta az emlékének jegyzőkönyvben való megörökítését.
Mezőberényben utca viseli a nevét (a hajdani „magyar gát” a Szarvasi út és a Vasút utca között. .

## Díjai, elismerései
- Magyar Köztársasági Érdemrend nagykeresztje (1947)
- Kossuth Érdemrend I. osztály (1948)